# Carlo Longhi
Carlo Longhi (Róma, 1944. március 10. –) olasz nemzetközi labdarúgó-játékvezető. Egyéb foglalkozása: mérnök, sportkommentátor szakértő.

## Pályafutása

### Nemzeti játékvezetés
A küldési gyakorlat szerint rendszeres partbírói tevékenységet is végzett. 1977-ben lett a Serie A játékvezetője. A nemzeti játékvezetéstől 1991-ben vonult vissza. Első ligás mérkőzéseinek száma: 186.

#### Nemzeti kupamérkőzések
Vezetett kupadöntők száma: 4

##### Olasz labdarúgókupa
| Időpont          | Helyszín                                 | Mérkőzés típusa | Mérkőzés                     | Eredmény |
| ---------------- | ---------------------------------------- | --------------- | ---------------------------- | -------- |
| 1983. június 22. | Olimpiai Stadion, Torino                 | döntő           | Juventus FC–Hellas Verona FC | 3 – 0    |
| 1987. június 13. | Atleti Azzurri d'Italia Stadion, Bergamo | döntő           | Atalanta BC–SSC Napoli       | 0 – 1    |

##### Olasz labdarúgó-szuperkupa
| Időpont             | Helyszín                        | Mérkőzés típusa | Mérkőzés                              | Eredmény | Nézők száma |
| ------------------- | ------------------------------- | --------------- | ------------------------------------- | -------- | ----------- |
| 1989. november 29.  | Giuseppe Meazza Stadion, Milánó | döntő           | FC Internazionale Milano–UC Sampdoria | 2 – 0    | 7221        |
| 1990. szeptember 1. | San Paolo Stadion, Nápoly       | döntő           | SSC Napoli–Juventus FC                | 5 – 1    | 624 040     |

### Nemzetközi játékvezetés
Az Olasz labdarúgó-szövetség Játékvezető Bizottsága (JB) terjesztette fel nemzetközi játékvezetőnek, a Nemzetközi Labdarúgó-szövetség (FIFA) 1985-től tartotta nyilván bírói keretében. A FIFA JB központi nyelvei közül a angolt beszéli. 
Több nemzetek közötti válogatott és klubmérkőzést vezetett, vagy működő társának partbíróként segített. Az aktív nemzetközi játékvezetéstől 1991-ben búcsúzott. Válogatott mérkőzéseinek száma: 14.

#### Labdarúgó-világbajnokság

##### U20-as labdarúgó-világbajnokság
Chile rendezte a 6.,, az 1987-es ifjúsági labdarúgó-világbajnokságot, ahol a FIFA JB bíróként alkalmazta.

###### 1987-es ifjúsági labdarúgó-világbajnokság
| Időpont           | Helyszín                    | Mérkőzés típusa              | Mérkőzés          | Eredmény | Nézők száma |
| ----------------- | --------------------------- | ---------------------------- | ----------------- | -------- | ----------- |
| 1987. október 12. | Városi Stadion, Antofagasta | csoportmérkőzés (D. csoport) | Szaúd-Arábia–NSZK | 0 – 3    | 8000        |

---
A világbajnoki döntőkhöz vezető úton Olaszországba a XIV., az 1990-es labdarúgó-világbajnokságra  a FIFA JB kifejezetten partbíróként alkalmazta. Selejtező mérkőzéseket az OFC zónákban vezetett. Egy csoportmérkőzésen 2. számú besorolást kapott. Partbírói mérkőzéseinek száma világbajnokságon: 1

##### 1990-es labdarúgó-világbajnokság

###### Selejtező mérkőzés
| Időpont           | Helyszín                 | Mérkőzés típusa   | Mérkőzés          | Eredmény | Nézők száma |
| ----------------- | ------------------------ | ----------------- | ----------------- | -------- | ----------- |
| 1989. április 16. | Football Stadion, Sydney | OFC zóna (2. kör) | Ausztrália–Izrael | 1 – 1    | 40 320      |

###### Világbajnoki mérkőzés
| Időpont          | Helyszín                  | Mérkőzés típusa              | Mérkőzés          | Játékvezető          | Eredmény | Nézők száma |
| ---------------- | ------------------------- | ---------------------------- | ----------------- | -------------------- | -------- | ----------- |
| 1990. június 18. | San Paolo Stadion, Naples | csoportmérkőzés (B. csoport) | Argentína–Románia | Carlos Silva Valente | 1 – 1    | 52 733      |

#### Európa-bajnokság
Nyugat-Németországban rendezték a VIII., az 1988-as labdarúgó-Európa-bajnokság záró szakaszát, ahol az Európai Labdarúgó-szövetség (UEFA) JB partbíróként vette igénybe szolgálatát.

##### 1988-as labdarúgó-Európa-bajnokság

###### Selejtező mérkőzés
| Időpont           | Helyszín                         | Mérkőzés típusa           | Mérkőzés                | Eredmény | Nézők száma |
| ----------------- | -------------------------------- | ------------------------- | ----------------------- | -------- | ----------- |
| 1985. október 29. | Gradski stadion u Poljudu, Split | előselejtező (4. csoport) | Jugoszlávia–Törökország | 0 – 4    | 11 270      |
| 1987. március 25. | De Kuip, Rotterdam               | előselejtező (5. csoport) | Hollandia–Görögország   | 1 – 1    | 43 841      |

###### Európa-bajnoki mérkőzés
| Időpont          | Helyszín                  | Mérkőzés típusa              | Mérkőzés         | Eredmény      | Nézők száma |        |
| ---------------- | ------------------------- | ---------------------------- | ---------------- | ------------- | ----------- | ------ |
| 1988. június 15. | Rhein Stadion, Düsseldorf | csoportmérkőzés (B. csoport) | Hollandia–Anglia | Paolo Casarin | 3 : 1       | 63 940 |

##### 1992-es labdarúgó-Európa-bajnokság

###### Selejtező mérkőzés
| Időpont          | Helyszín                    | Mérkőzés típusa           | Mérkőzés               | Eredmény | Nézők száma |
| ---------------- | --------------------------- | ------------------------- | ---------------------- | -------- | ----------- |
| 1991. január 23. | Olimpiai Stadion, Athén     | előselejtező (6. csoport) | Görögország–Portugália | 3 – 2    | 8553        |
| 1991. május 1.   | Qemal Stafa Stadion, Tirana | előselejtező (1. csoport) | Albánia–Csehszlovákia  | 0 – 2    | 4205        |

## Sportvezetői pályafutása
- Az  Olasz Labdarúgó-szövetség Játékvezető Bizottságánál játékvezető ellenőr, instruktor.
- A RAI televízió társaságnál 1990-2006 között játékvezető szakértőként tevékenykedett.

## Szakmai sikerek
- 1977-ben megkapta az AIA Modena által 1954-ben alapított Florindo Longagnani díjat, amit a legjobb, fiatal Serie A játékvezetőnek adnak.
- 1987-ben az olasz JB az Év Játékvezetője cím mellé a Dr. Giovanni Mauro alapítvány elismerő díjával jutalmazta.